# Aristida divulsa
Aristida divulsa är en gräsart som beskrevs av Nils Johan Andersson. Aristida divulsa ingår i släktet Aristida och familjen gräs.
Artens utbredningsområde är Galápagosöarna. Inga underarter finns listade i Catalogue of Life.